# Liste der Monuments historiques in Lucéram
Die Liste der Monuments historiques in Lucéram führt die Monuments historiques in der französischen Gemeinde Lucéram auf.

## Liste der Bauwerke
| Bezeichnung                            | Beschreibung | Standort                                 | Kennzeichnung | Schutzstatus | Datum | Bild           |
| -------------------------------------- | ------------ | ---------------------------------------- | ------------- | ------------ | ----- | -------------- |
| Kapelle St-Grat                        |              | Route de L'Escarène (Lage)               | PA00080755    | Classé       | 1928  | weitere Bilder |
| Kapelle Notre-Dame-de-Bon-Cœur         |              | in Richtung des Col de Saint-Roch (Lage) | PA00080754    | Classé       | 1942  | weitere Bilder |
| Kirche Ste-Marguerite                  |              | Rue de l'Église (Lage)                   | PA00080757    | Classé       | 1983  | weitere Bilder |
| Befestigungsanlagen Château de Lucéram |              | Place de Liera (Lage)                    | PA00080756    | Inscrit      | 1927  | weitere Bilder |
| Zwillingsfenster eines Hauses          |              | 2, la Placette (Lage)                    | PA00080758    | Inscrit      | 1932  |                |
| Kapelle Saint-Pierre                   |              | Place Honoré-Barralis (Lage)             | PA06000026    | Inscrit      | 2005  | weitere Bilder |

## Liste der Objekte
Zum Verständnis siehe: Kirchenausstattung
- Monuments historiques (Objekte) in Lucéram in der Base Palissy des französischen Kultusministeriums